# New Years Day
New Years Day é uma banda americana de rock formada em 2005 em Anaheim, Califórnia, que atualmente grava para a Gray Area Records. Depois de construir uma reputação se promovendo no site de rede social MySpace, a banda lançou seu primeiro EP New Years Day em 2006. Seu álbum de estreia foi lançado em seguida, em 2007. O segundo álbum da banda, Victim to Villain foi lançado em 2013. O terceiro álbum da banda, Malevolence foi lançado em 2 de outubro de 2015. Ele alcançou a posição #45 na Billboard 200, sendo o maior sucesso da banda.

## História

### Primeiros Anos
New Years Day foi formado no final de 2004, após o baixista Adam Lohrbach deixar a banda Home Grown. Se encontrando com a vocalista Ashley Costello e com o guitarrista Keith Drover, os três começaram a ensaiar canções escritas por Costello e Lohrbach. As canções foram fortemente influenciadas por experiências emocionais dos membros, pelo fato de que os três haviam passado por rompimentos de relacionamentos pouco antes da formação da banda. Pouco tempo depois, a banda já havia produzido duas músicas demo.
No final de 2005, o guitarrista Mike Schoolden, e o baterista Russell Dixon se juntaram ao grupo, e os membros decidiram que o nome da banda seria "New Years Day".

### Razor EP e Primeiro Álbum (2006-2009)
A banda começou a crescer bastante quando suas músicas começaram a fazer sucesso através de shows e também no Myspace, que popularizou a banda na Internet, fazendo com que a faixa "Ready, Aim, Misfire" se tornasse parte da trilha sonora do jogo Saints Row.
Em 2006, a banda assinou um contrato com a TVT Records e lançou uma demo auto-intitulada New Years Day. Originalmente conhecido como Razor EP, inicialmente foi lançada somente de forma digital, através de serviços como ITunes, embora também estivesse disponível em CDs distribuídos nos shows da banda. 
No início de 2007, o grupo financiou e produziu seu primeiro álbum, My Dear, num período de oito meses, na casa de um produtor, amigo da banda. O álbum foi lançado em 8 de maio de 2007. Pouco depois, foi lançado do clipe da música "I Was Right". Depois de participarem da Warped Tour, o guitarrista Keith Drover deixou a banda.
Em 2008, a TVT foi à falência, vendendo todos os seus projetos para a The Orchard. Com a falência da TVT, My Dear não teve a divulgação e distribuição necessária para alavancar as vendas, fazendo com que o álbum fosse um fracasso. Pouco após, Shcoolden e Lohrbach deixaram a banda. 
Mesmo sem gravadora e com a saída dos outros membros, Costello e Dixon decidem continuar com a banda, que começa a trabalhar em um novo material no início de 2009, agora com Anthony Barro no baixo.

### The Mechanical Heart EP (2010-2012)
Em 12 de março de 2010, a Alternative Press anunciou que New Years Day havia sido adicionado nas datas do Warped Tour. Em 2011, Matthew Lindblad se juntou ao grupo, substituindo Dan Arnold. Pouco depois, Jake Jones também se juntou à banda. 
Em maio de 2011, a banda assina com a gravadora Hollywood Waste e em junho do mesmo ano, lança a EP intitulada "The Mechanical Heart", que seguiu o estilo Rock alternativo que era apresentada no primeiro álbum. A EP foi bem recebida pelos fãs.
Logo após o lançamento da EP, Lindblad deixa a banda, sendo substituído por Nikki Misery, que junto com Costello, se tornou um dos membros icônicos da banda.

### Victim to Villain e Epidemic EP (2013-2014)
Depois de 6 anos, o segundo álbum da banda, Victim to Villain, foi lançado em 11 de Junho de 2013, pelo Century Media Records. O álbum apresentava uma mudança de gênero musical da banda, passando do Rock alternativo para o Post-hardcore, como letras e acordes mais agressivos do que os dois primeiros EP's e o álbum My Dear. O membros da banda agora também se caracterizavam por um visual Gótico.
A banda se apresentou em todas as datas na edição de 2013 do Warped Tour. No mesmo ano, New Years Day entrou em turnê com as bandas Otep e Stolen Babies, e com William Control e Combichrist no ano seguinte. Em 2014, Nick Turner (que havia tomado o posto de baterista após a saída de Russell Dixon), também deixa a banda, sendo substituído por Nick Rossi. Em outubro de 2014, o grupo embarcou em um turnê pela Europa com Escape the Fate e Glamour of the Kill. Pouco antes da turnê, Jake Jones deixa o grupo, sendo substituído por Tyler Burgess. A banda então lançou um single de seu novo EP, chamado "Other Side".
A nova EP intitulada de "Epidemic", foi lançada pela Gray Area Records, em 18 de novembro de 2014. Em 22 de dezembro de 2014, New Years Day anuncia que ele seriam convidades especiais no "Beyonde The Barricade Tour" com Motionless in White. Pouco antes dessa turnê, Anthony Barro deixa a banda, faz com que Tyler assumisse o baixo. 

### Malevolence (2015-atualmente)
No início de 2015, Jeremy Valentyne entra para a banda como guitarrista. A banda também anuncia que estaria presente no Vans Warped Tour 2015, e também participou do Warped Tour Kickoff party, no dia 7 de abril. Logo após esse evento, Tyler deixa a banda, sendo substituído por Chris Khaos.
A banda anuncia que um novo álbum chegaria durante o outono de 2015. Durante a Warped Tour, eles estreiam o single "Kill or Be Killed", que teve seu clipe lançado em 26 de junho de 2015. No dia do lançamento do clipe, a banda também anuncia o nome do seu novo álbum: Malevolence, e também o dia do seu lançamento: 2 de outubro do mesmo ano. 
Em 11 de agosto de 2015, a banda anuncia que estaria começando a sua primeira turnê como atração principal, chamada de "The Other Side Tour". Outras bandas incluídas na turnê foram: Eyes Set to Kill, Get Scared, Darksiderz e The Relapse Symphony. Durante uma streaming, a banda anuncia Brandon Wolfe e Daniel Trixx como novos membros do grupo, entretando, Wolfe deixou o grupo em abril de 2016, sendo substituído por Frankie Sil (ex-membro do Vampires Everywhere!) e Trixx em outubro de 2016 (tendo como substituto Joshua Ingram, também ex-integrante do Vampires Everywhere!).

## Integrantes
- Ashley Costello - vocal (2005-atualmente)
- Joshua Ingram - bateria (2016-atualmente)
- Nikki Misery - guitarra (2011-atualmente)
- Frankie Sil - baixista (2016-atualmente)
- Jeremy Valentyne - guitarra, vocais de apoio (2015-atualmente)

## Ex-Integrantes
- Nick Rossi - Bateria (2014-2015)

- Jake Jones - Guitarra principal (2011-2014)

- Tyler Burgess - Baixo, vocais de apoio (2014-2015), Guitarra rítmica (2014)

- Matthew Lindblad - Guitarra rítmica (2011)

- Dan Arnold - Guitarra principal (2010)

- Anthony Barro - Baixo, Vocal berrados (2008-2014)

- Mike Schoolden - Guitarra principal, vocais de apoio (2005-2008)

- Adam Lohrbach - Baixo, vocais de apoio (2005-2008)

- Keith Dover - Guitarra principal, teclados, vocais de apoio (2005-2008)

- Eric Seilo - Baixo (2005)

- Russell Dixon - bateria (2005-2013)

- Brandon Wolfe - baixo (2015-2016)
- Daniel Trixx - Bateria (2015-2016)
- Chris Khaos - Baixo (2015)
- Nick Turner - Bateria (2013-2014)

## Discografia

### Álbuns
- My Dear (2007)
- Victim to Villain (2013)
- Malevolence (2015)

### EPs
- New Years Day (2006)
- The Mechanical Heart (2012)
- Epidemic (2014)
- Diary Of A Creep (2018)

### Participações
- MySpace Records Volume 1 - música "Ready, Aim, Misfire" (2005)